# Clyde (Ohio)
Clyde è una città degli Stati Uniti d'America, situata nello Stato dell'Ohio, nella Contea di Sandusky.
La città è conosciuta perché qui ha vissuto lo scrittore Sherwood Anderson, che vi ha ambientato i suoi I racconti dell'Ohio.